# Piet Meijn
Pieter (Piet) Meijn (Oostzaan, 10 november 1920 – aldaar, 25 oktober 2003) was een Nederlandse ondernemer, uitvinder en actief in de paardensport.

## Jeugd
Meijn werd geboren als vijftiende kind in een gezin wat uiteindelijk zestien kinderen zou tellen. Zijn vader was pluimveehouder en ging op zijn 86ste met pensioen. "Toen werd zijn zaak onteigend. Kort daarop is hij gestorven. Leven is werken", vertelde de ondernemer daarover.

## Loopbaan

### Beginjaren
Meijn richtte samen met Cor Koning in 1959 het bedrijf Meyn Food Processing Technology op. Het bedrijf kwam voort uit de overname van een lokale smederij. Meijn startte met drie werknemers. Aanvankelijk hield het bedrijf zich bezig met de constructie en het onderhoud van landbouwwerktuigen in de Zaanstreek. Later ook op het gebied van de pluimvee-industrie en de gehele voedingsmiddelenindustrie. Het bedrijf werd marktleider in de wereldwijde productie van pluimveeverwerkingsapparatuur. Daarnaast vond Meyn onder andere een machine uit die in hoog tempo eieren brak en het eigeel van het wit kon scheidden. Dit was nodig voor de fabricage van mayonaise en advocaat.

### Paardensport
Begin jaren zeventig deed Meijn zijn intrede in de paardensport. De ondernemer importeerde verschillende Amerikaanse en Franse paarden, waaronder Speedy Volita. De familie Meijn vormde, uitgedost in de groene stalkleuren, verschillende keren een opvallende supporters-schare bij het optreden van Speedy Volita. Om het paard meer bekendheid te geven liet Meijn het lied 'Run, run, Speedy Volita' componeren, dat gezongen werd door Patricia Paay en John van Katwijk. In 1976 zorgde ondernemer Meijn voor opzien door een reclamecampagne tijdens de verkiezing 'Draver van het jaar'. Meyn plaatste in verschillende bladen advertenties waarin hij Speedy Volita aanprees. Vooral de familie van vastgoedmagnaat Maup Caransa was woedend over de advertenties. "Ik wil niet meedoen in een soort verkiezingsstrijd waarbij mensen worden betrokken die van de drafsport niets afweten. Daarom trek ik mijn paard terug", liet Rika Caransa weten aan De Telegraaf.  Meijn reageerde dat hij 'de beslissing dom vond'. "Ik til er niet zwaar aan want je moet deze zaak zakelijk bekijken. Ik ben gewoon slimmer geweest dan mijn tegenstanders." In de jaren tachtig trok Meijn zich terug uit de paardensport. Hij verkocht zijn manege aan de Zuiderweg in Zuidoostbeemster.

### Aandelen
Gedurende de jaren negentig verkocht Piet Meijn zijn aandelen in de machinefabriek. In 1997 liep het aandeel van de familie in de fabriek terug met 50 procent. In 1999 kwam het gehele bedrijf in handen van een externe aandeelhouder. Het bedrijf had toen honderden medewerkers en was actief op alle werelddelen. In 2012 werd Meyn ingelijfd door een dochteronderneming van Berkshire Hathaway, van de Amerikaanse beleggers Warren Buffett en Charlie Munger.

### Cijfers
Het bedrijf had anno 2012 destijds een jaarlijkse omzet van tweehonderd miljoen euro. De systemen van Meyn worden gebruikt in de helft van alle industriële slachterijen wereldwijd. Jaarlijks verwerken de machines 8,5 miljard van de 32 miljard kippen op de wereld.

## Privé
Piet Meijn kreeg veertien kinderen, waaronder interieurontwerpster Karin Meijn, die getrouwd was met Piet Boon. Meijn overleed op 25 oktober 2003 en werd 82 jaar. Hij is familie van supermarktondernemer Albert Heijn.

## Trivia
- In tegenstelling tot de familienaam Meijn is de fabrieksnaam Meyn, met een Y. In sommige landen kent men de 'ij' zoals in 'Meijn' niet. Daarom is de bedrijfsnaam Meyn, met een 'y'. [3]
- Meyn verhuisde in 2012 van het Noordeinde naar Westeinde in Oostzaan. Op de oude locatie is nu een woonwijk. De straten verwijzen naar twee machines van de fabriek: Spoetnik en Apollo.